# Groupe de Canaveilles
Le Groupe de Canaveilles est une succession métasédimentaire des Pyrénées. Il est d'âge fini-néoprotérozoïque et cambrien inférieur et marque le début du cycle sédimentaire.

## Localité type

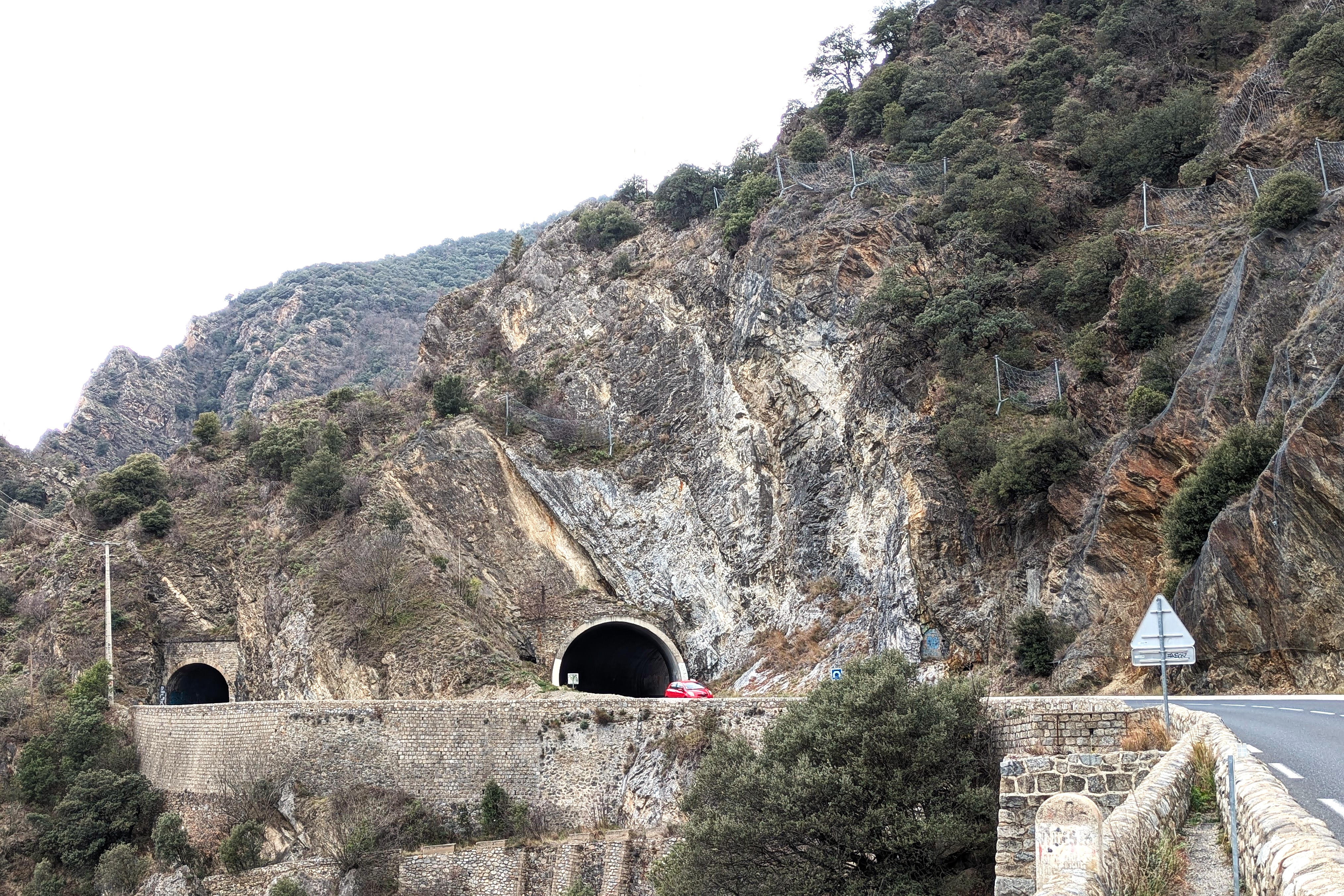
Exposition de marbre et de schiste du groupe de Canaveilles, sur la RD66 (ancienne RN116), dans la commune de Canaveilles.

Le Groupe de Canaveilles, aussi appelé Série de Canaveilles, fut nommé après sa localité type Canaveilles, située dans le département des Pyrénées-Orientales.

## Géographie
L'aire de sédimentation du Groupe de Canaveilles se cantonne dans les Pyrénées orientales. Une succession comparable – la Série de la Salvetat-Saint-Pons - se trouve plus au nord dans la Montagne Noire, le promontoire méridional du Massif Central français. L'Alcudien supérieur de la péninsule Ibérique ressemble aussi beaucoup au Groupe de Canaveilles. La sédimentation du groupe est centrée autour de la localité type près du Canigou. Mais il se rencontre également sur le versant espagnol des Pyrénées dans la Nappe de Cadí.

## Stratigraphie

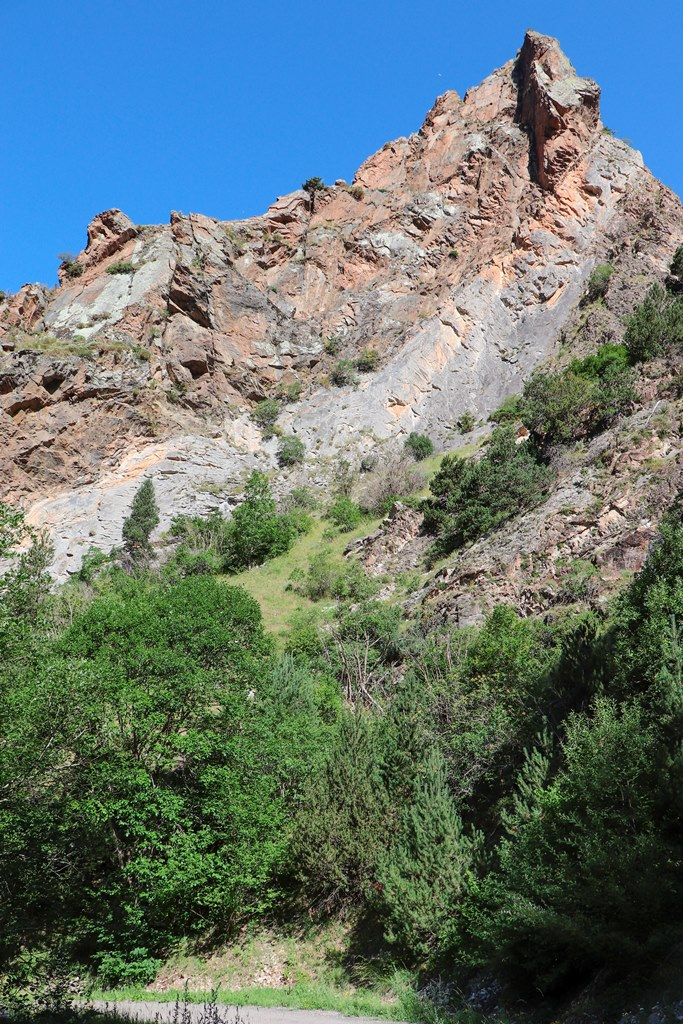
Le piton de Castell Vidre dans les Gorges du Sègre. Incliné vers le SO culmine 1629 m. Les couches qui le constituent appartiennent à la Formation de Canaveilles.

### Série principale
Près de la localité type le Groupe de Canaveilles atteint une épaisseur de 3 000 mètres, ailleurs l'épaisseur varie entre 2000 et 4 000 mètres. Autour du Canigou sa base se superpose aux gneiss leptynitiques appelés gneiss de transition et aux gneiss œillés. Le groupe remonte à l'Édiacarien, ç.à.d. 580 millions d'années. Il est d'origine marine et composé essentiellement des pélites, des schistes noirs subordonnés et des grauwackes. Cette série principale montre des intercalations carbonatées et volcaniques (rhyodacites). Dans la Nappe de Cadí apparaissent au Cambrien inférieur des calcaires à archeocyathides. Le Groupe de Canaveilles est suivi au Cambrien moyen par le flyschoïde Groupe de Jujols, qui est moins métamorphique (faciès schistes verts) ; le dernier commence par la Formation de Tregurà très riche en olistostromes.

### Intercalations carbonatées
À la localité type le Groupe de Canaveilles contient au sein de ses schistes quatre intercalations carbonatées maintenant métamorphisées en marbres et calcsilicates (du haut vers le bas) :
calcsilicates gréseux
marbres 
marbres dolomitiques
marbres de base

#### Marbres de base
Les marbres de base atteignent jusqu'à 150 mètres d'épaisseur. Ils recèlent 5 niveaux de marbres, parfois très massifs et un niveau de marbres impurs issus de calcarénites. Le niveau impur contient aussi des interstrates gneissiques décimétriques; ces interstrates sont des calcsilicates et représentent probablement des marnes.

#### Marbres dolomitiques
Les marbres dolomitiques possèdent une granulométrie très fine et sont colorés gris à beige. Ils développent le minéral chondrodite et dans quelques horizons aussi les minéraux clinochlore et phlogopite.
Entre les marbres dolomitiques et les marbres sus-jacents sont intercalés plusieurs niveaux quartzitiques et grauwackeux.

#### Marbres
Les marbres (calcitiques) montrent une couleur blanche, parfois grise et sont fortement cristallisés. Leur épaisseur très variable, normalement autour de 20 mètres, peut augmenter par endroits jusqu'à 180 mètres. Ces variations d'épaisseur laissent présumer une origine récifale, probablement il s'y agit des anciens biohermes.

#### Calcsilicates
La granulométrie des calcsilicates, d'allure gneissique, est très fine. Ils dérivent des marnes très riches en potassium. Ils peuvent aussi apparaître comme des hornfels multicolores (couleurs claires et verdâtres) et rubanés. On y trouve les minéraux diopside, trémolite, clinozoïsite, plagioclase basique, microcline et biotite microscopique.
À la localité type ces calcsilicates se présentent comme des calcschistes gréseux.

### Rhyodacites
Les anciens rhyodacites, peut-être aussi des tufs du même chimisme, furent métamorphisés en leptynites. Normalement ils suivent au-dessus les marbres de base, mais parfois aussi au-dessus les marbres. Une datation radiométrique a livré un âge de 581 millions d'années pour ces anciens rhyodacites, ce qui souligne  l'âge édicarien du Groupe de Canaveilles.

## Évolution sédimentaire
Le Groupe de Canaveilles fut déposé pendant la fin du Néoprotérozoïque et le Cambrien inférieur à la marge septentrionale de Gondwana. Ses sédiments ont un caractère marin, l'aire de sédimentation probablement étant la marge continentale. Les biohermes des intercalations carbonatées et les archeocyathides de la Nappe de Cadí au Cambrien inférieur indiquent une déposition sur la plate-forme ou sur la marge de la plate-forme parsemée de récifs. Les rhyodacites laissent penser à un arc insulaire et il est fort probable que le Groupe de Canaveilles fut sédimentée en situation backarc. Cette conclusion est supportée par le lien étroit du groupe avec l'Alcudien de la péninsule ibérique centrale – un ensemble de sédiments néoprotérozoïques fortement subsidents et atteignant l'épaisseur étonnante de 15 kilomètres ! L'Alcudien lui aussi fut déposée à la marge septentrionale de Gondwana, active à cette époque et traversée probablement par une faille transformante.

## Métamorphose
À environ 310 millions d'années pendant l'orogenèse varisque au Pennsylvanien les sédiments du Groupe de Canaveilles furent métamorphisés sous conditions mésozonales (faciès amphibolitique inférieur). Les pélites à la base du groupe changèrent aux micaschistes (zone de cordiérite, d'andalousite et de sillimanite), plus haut dans la section seulement des phyllites du faciès schistes verts furent réalisées. Les intercalations carbonatées se transformèrent en marbres et en calcsilicates, les rhyodacites en leptynites. Près des gneiss de transition on franchit d'abord l'isograde de l'andalousite puis celui de la cordiérite indiquant un métamorphisme de contact et donc une origine intrusive granitique de ces gneiss.

## Magmatisme
Le Groupe de Canaveilles est souvent traversé par des filons granitiques (granite à deux micas) et pégmatitiques issus du granite profond du Canigou. Ces roches magmatiques affectent surtout les marbres de base et les marbres dolomitiques, mais se trouvent aussi aux niveaux supérieurs. Les niveaux inférieurs montrent souvent des diorites et des quartz diorites. Toutes ces intrusions furent mises en place après la formation des nappes de charriage vers la fin de l'orogenèse varisque.

## Évolution structurale
Pendant l'orogenèse varisque le Groupe de Canaveilles fut non seulement métamorphisé, mais aussi fortement déformé. Au Canigou on pensait que le groupe lié aux orthogneiss fut transformé en vaste pli isoclinal couché. Mais le serrage tectonique ne s'arrêta pas et causa une rupture au niveau du genou du pli, ainsi formant deux nappes chevauchantes. Ces nappes furent ensuite plissées internement en régime ductile et commencèrent à se soulever en anticlinal. En passant au régime cassant les mêmes contraintes forcèrent des charriages et rétrocharriages sur failles inverses (flanc méridional du Canigou).
Mais depuis quelque temps plusieurs révisions de l'âge intrusif des orthogneiss trouvent  seulement 474 millions d'années (Ordovicien inférieur) pour la dernière cristallisation des zircons, donc beaucoup plus jeune que les résultats auparavant. Le concept d'un socle cadomien est donc devenu très improbable est la structure d'un pli couché n'est plus réaliste. Par contre les nappes et les déformations ultérieures restent fermement établis.
Une autre conséquence du caractère intrusif des orthogneiss concerne les paragneiss sous-jacentes (métagrauwackes), qu'on doit maintenant inclure à la base du Groupe de Canaveilles. Ils ne représentent pas du socle cadomien, mais subirent seulement une métamorphose beaucoup plus poussée.

## Sources
- Jaffrezo, M. (1977). Pyrénées Orientales Corbières. Guides géologiques régionaux. Masson.  (ISBN 2-225-47290-4)